# Technicum (secundaire scholen)

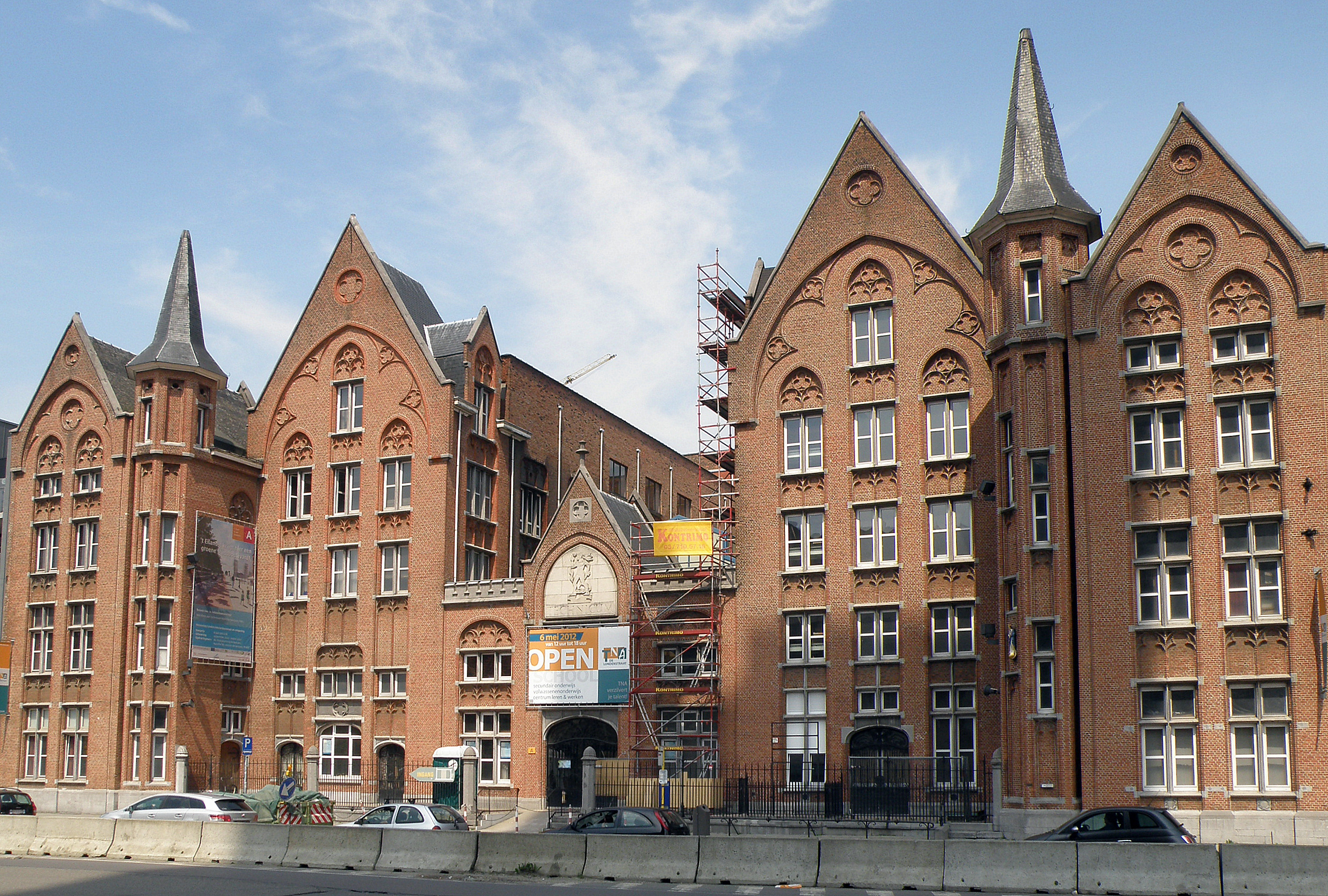
Het Technicum van Antwerpen.

Het Technicum is de naam van enkele secundaire scholen in Vlaanderen die voornamelijk technische en beroepsstudierichtingen aanbieden. Zij werden opgericht door de Aalmoezeniers van de Arbeid aan het begin van de 20e eeuw. De scholen worden tegenwoordig niet meer bestuurd door de Aalmoezeniers van de Arbeid, maar door een vzw. De scholen hebben nog wel een uitgebreid aanbod in het volwassenenonderwijs.
Het Technicum van Antwerpen vlak bij de haven is wellicht het bekendst. Het had in de jaren vijftig een goede reputatie en bood enkele gespecialiseerde studierichtingen aan, zoals uurwerkmaken, juwelier en fotografie. Het succes was zo groot, dat er dependances werden opgericht op linkeroever en in Merksem. Tot aan de onderwijshervorming van 1995 bood het Technicum ook enkele "graduaten" aan in het hoger onderwijs, bijvoorbeeld in autotechnologie. Door de verminderde belangstelling voor het technisch en beroepsonderwijs in de stedelijke gebieden is de school sedert eind vorige eeuw sterk afgeslankt.
Ook Sint-Truiden heeft een technicum.